# Michel Lourdel
Michel Lourdel, né en 1577 et mort à Preuseville le 11 avril 1673, est un sculpteur et peintre français.

## Œuvres
- Retable et tabernacle de l'église Notre-Dame à Bacqueville  provenant de la chapelle des Célestins à Rouen.